# مایکل هایوورونسکی
مایکل هایوورونسکی (اوکراینی: Михайло Орест Гайворонський؛ ۱۵ سپتامبر ۱۸۹۲ – September 11, 1949) موسیقی‌دان اهل اوکراین بود.